# M.C. Davies
Maurice Coleman Davies (Londen, 24 september 1835 – Perth, 10 mei 1913) was een West-Australische houtproducent en -handelaar uit de begindagen van de kolonie. Hij richtte de M.C.Davies Company op die later de M.C.Davies Karri and Jarrah Timber Company zou worden. Het bedrijf stelde honderden mannen te werk, legde honderden kilometers private spoorwegen aan en bouwde enkele private havens.

## Vroege jaren

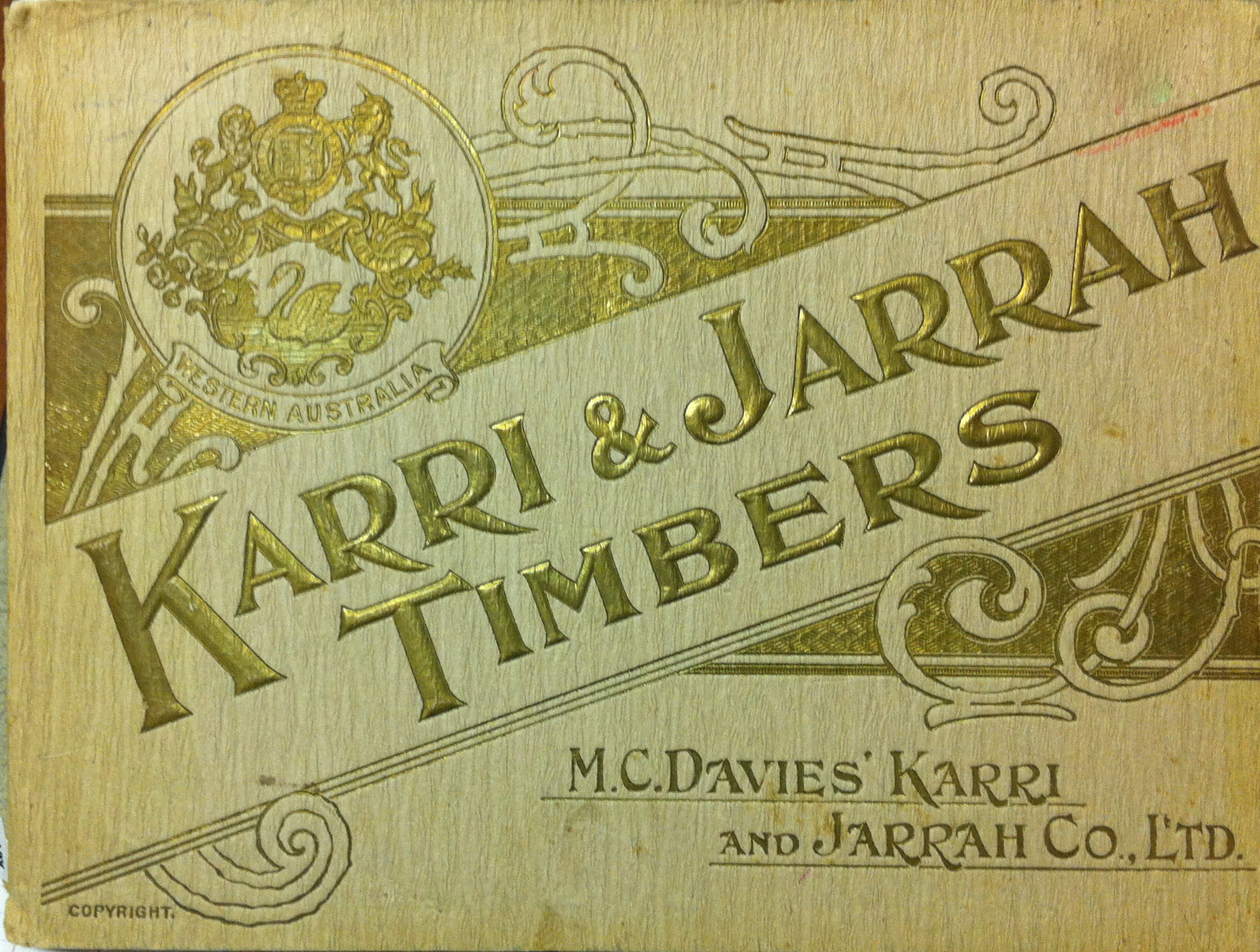

M.C. Davies werd geboren in Londen in 1835. Zijn familie emigreerde naar Australië toen hij vijf jaar oud was. Ze vestigden zich als boeren in het zuiden van Tasmanië. In 1848 verhuisde de familie naar New Norfolk waar de vader werk vond als winkelier. Ze sloten zich aan bij de goldrush naar de goudvelden in Victoria in 1851.
Davies verhuisde in 1856 naar Zuid-Australië en vestigde zich er als leverancier van bouwmaterialen. Zijn onderneming was financieel succesvol. Tegen 1867 werkte hij als vertegenwoordiger en handelaar in Adelaïde. Hij was gespecialiseerd in de aanvoer van hardhout voor de spoorweg- en bouwindustrieën. Hij werkte samen met John Wishart aan de bouw van een brug over de rivier Torrens. In 1872 maakte hij deel uit van "Baillie, Davies and Wishart". Zij wonnen de aanbesteding voor de sectie Aldgate - Nairne van de spoorweg Adelaïde - Melbourne. De aanleg vereiste een regelmatige toevoer van hardhout dat schaars was in Zuid-Australië. Davies was betrokken bij de moeilijke taak om contracten voor het leveren van hout aan te gaan. In die periode geraakte hij geïnteresseerd in de jarrah- en karribomen uit de omvangrijke bossen in West-Australië.
In 1875 migreerde Davies naar West-Australië. Het daaropvolgende jaar verkreeg hij een vergunning om hout te hakken. Hij bouwde vervolgens twee houtzaagmolens langs de rivier Collie. Het succes van de zagerijen was beperkt door de slechte wegen tussen beide en de haven van Bunbury.

## De houtindustrie
Vanaf 1877 geraakte Davies sterk geïnteresseerd in het bosrijke gebied ten noorden van Augusta. Hij kocht aandelen in de Rockingham Jarrah Timber Company en bestudeerde haar werking. Het gebied bevatte uitstekende  jarrah- en karribossen en enkele baaien waar hout op schepen kon geladen worden. Hij kwam tot de conclusie dat een spoorwegnetwerk nodig was om het hout te vervoeren in plaats van met ossen te werken. In 1879 werd Davies een kapvergunning waar hij om verzocht had geweigerd. Pas in 1882 verkreeg hij er het recht bossen te kappen. De daaropvolgende jaren voegde hij verschillende grondaankopen en vergunningen samen. 

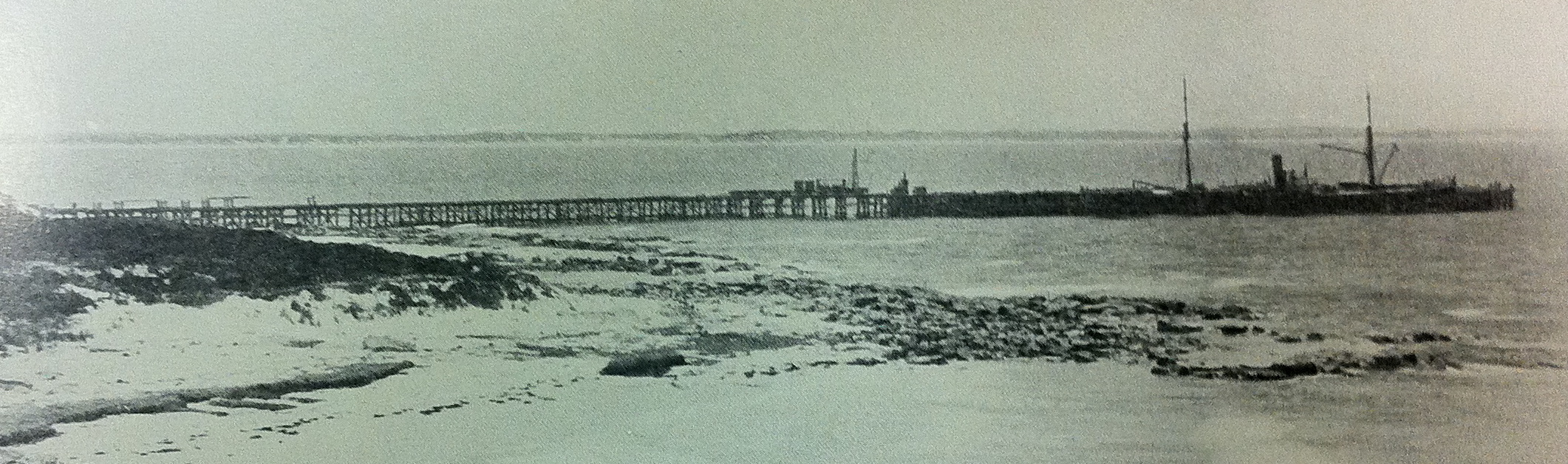
Aanlegsteiger Flinders Bay

Zijn onderneming bloeide. Hij bouwde verschillende zagerijen en legde meer dan 100 kilometer spoorweg aan om het hout te vervoeren. In de Hamelin Bay en Flinders Bay werden aanlegsteigers gebouwd om schepen te laden. In 1890 importeerde hij de stoomlocomotief Kate, genoemd naar zijn dochter Katherine, om in de houtindustrie te dienen. Het dorpje Karridale werd gevestigd om de honderden arbeiders die door Davies werden tewerkgesteld te huisvesten. De woonsten werden gratis ter beschikking gesteld, de lonen werden correct uitbetaald, schooltjes werden gebouwd en er werden recreatiemogelijkheden voorzien waaronder een paardenrenbaan en sportvelden. De onderneming van Davies werd zo succesvol dat ze verantwoordelijk was voor 32% van alle uit West-Australië uitgevoerde houtproducten.
Davies' zes zonen waren tegen 1894 allen in de onderneming betrokken. De naam van de onderneming veranderde van M.C.Davies naar M.C.Davies Company Ltd. Zijn zoon Majoor "Karri" Davies was betrokken bij de Jameson Raid en vocht in de boerenoorlog. In 1896 bouwde Davies met Wishart de vuurtoren op kaap Leeuwin. In 1897 bouwden Davies en Wishart de Alexandra Bridge, genoemd naar de toenmalige prinses van Wales. De brug lag over de rivier Blackwood, diende de houtindustrie maar werd ook gebruikt door landbouwers en kolonisten uit de streek. Ze werd onderdeel van de Brockman Highway. In 1969 werd een nieuw brug gebouwd en werd de oude brug een toeristische attractie. De oude brug spoelde weg tijden een overstroming in 1982.
De onderneming bleef groeien en bloeien maar dat deed de markt voor hout ook. Tegen 1897 had de onderneming de middelen niet meer om die groei aan te kunnen. Davies trok dat jaar naar Londen om zijn onderneming naar de beurs te brengen. De naam veranderde in M.C.Davies Karri and Jarrah Company Ltd. 

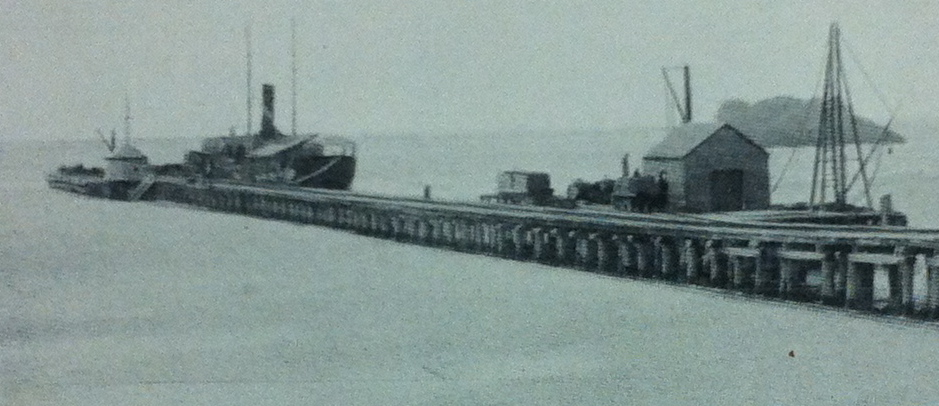
Aanlegsteiger Hamelin Bay

## De fusie
De volgende vijf jaren waren een moeilijke periode voor Davies' onderneming. Er waren veel nieuwe houtbedrijven ontstaan in West-Australië. De concurrentiestrijd was bikkelhard. Daarenboven was de Zuid-Afrikaanse vraag door de Tweede Boerenoorlog ingestort. De andere overzeese markten werden overspoeld door karri- en jarrahhout. In 1902 vormde M.C.Davies Karri and Jarrah Co. Ltd, samen met zeven andere houtbedrijven, Millars Karri and Jarrah Forests Limited, in de volksmond gekend als de "Millars Combine". Kort daarna werd de belangrijkste houtzagerij van Karridale gesloten en tegen 1913 waren alle houtzagerijen van M.C. Davies gesloten.
Davies trok zich terug na de vorming van de "Millars Combine". De 78-jarige Davies stierf op 10 mei 1913 in zijn huis in Perth. Er is een M.C. Davies gedenkpark op de plaats waar het oude Karridale door een bosbrand in 1961 werd vernietigd.

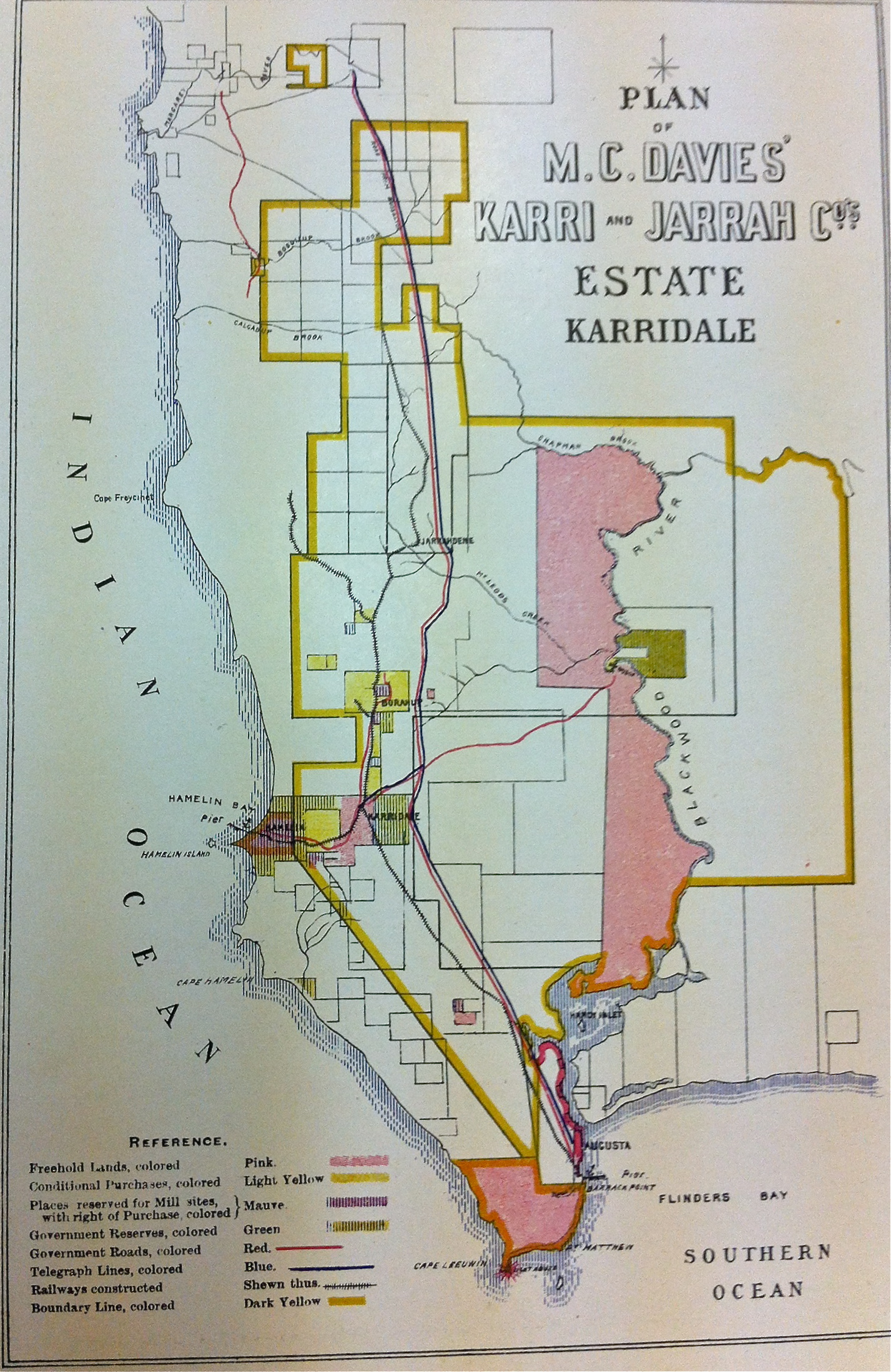
M.C.Davies concessies 1899

- Australian Dictionary of Biography: davies-maurice-coleman-295
- Trove: 1462993